# Der sechste Mann
Der sechste Mann (französisch Tous peuvent me tuer ‚Alle können mich töten‘) ist ein französisch-italienisches Kriminaldrama aus dem Jahr 1957 unter der Regie von Henri Decoin mit François Périer, Peter van Eyck und Anouk Aimée in den Hauptrollen.

## Handlung
Fünf Ganoven überfallen den Fahrer eines Autos, stehlen den Schmuck der Beifahrerin und versteckt die gestohlenen Juwelen im Sockel einer Statue. Anschließend brechen sie in eine Schnapsbrennerei ein, wo sie ein Trinkgelage vortäuschen, um sich ein Alibi für den Diebstahl zu verschaffen. Als sie wegen des Einbruchs verhaftet und zu einem Jahr Gefängnis verurteilt werden, gehen sie davon aus, dass sie die Beute nach Verbüßung ihrer Strafe zurückzuholen. Doch im Gefängnis Saint-Pierre geht alles schief. Auf mysteriöse Weise wird einer nach dem anderen aus dem Weg geräumt, bis auf einen, der um sein Leben fürchtet. Der letzte weiß, dass er nur zwei Möglichkeiten hat. Entweder, er bricht aus, oder der unbekannte sechste Mann bringt auch ihn um.

## Produktion
Die Dreharbeiten fanden vom 3. April bis 26. Mai 1957 in den Studios Pathé und Eclair statt.
Im Vorspann wird darauf hingewiesen, dass es nicht Ziel des Films ist, eine realistische Vision der Gefängniswelt zu zeigen. Die Gefängnisszenen sollen im Gefängnis Saint-Pierre spielen, das damals nach dem Bau von Baumettes stillgelegt wurde.

## Veröffentlichung
Die Uraufführung des Filmes fand am 6. Dezember 1957 in Frankreich statt, in Deutschland wurde der Film am 7. März 1958 durch den Pallas Filmverleih in die Kinos gebracht.